# Митрофан (Абрамов)
Епископ Митрофан (в миру Николай Иванович Абрамов, в схиме Макарий; 14 (26) декабря 1876, слобода Старая Меловая, Богучарский уезд, Воронежская губерния — 4 ноября 1945, Белград) — епископ Сербской православной церкви на покое, до 1922 года — епископ Русской православной церкви, епископ Сумский, викарий Харьковской епархии.

## Биография

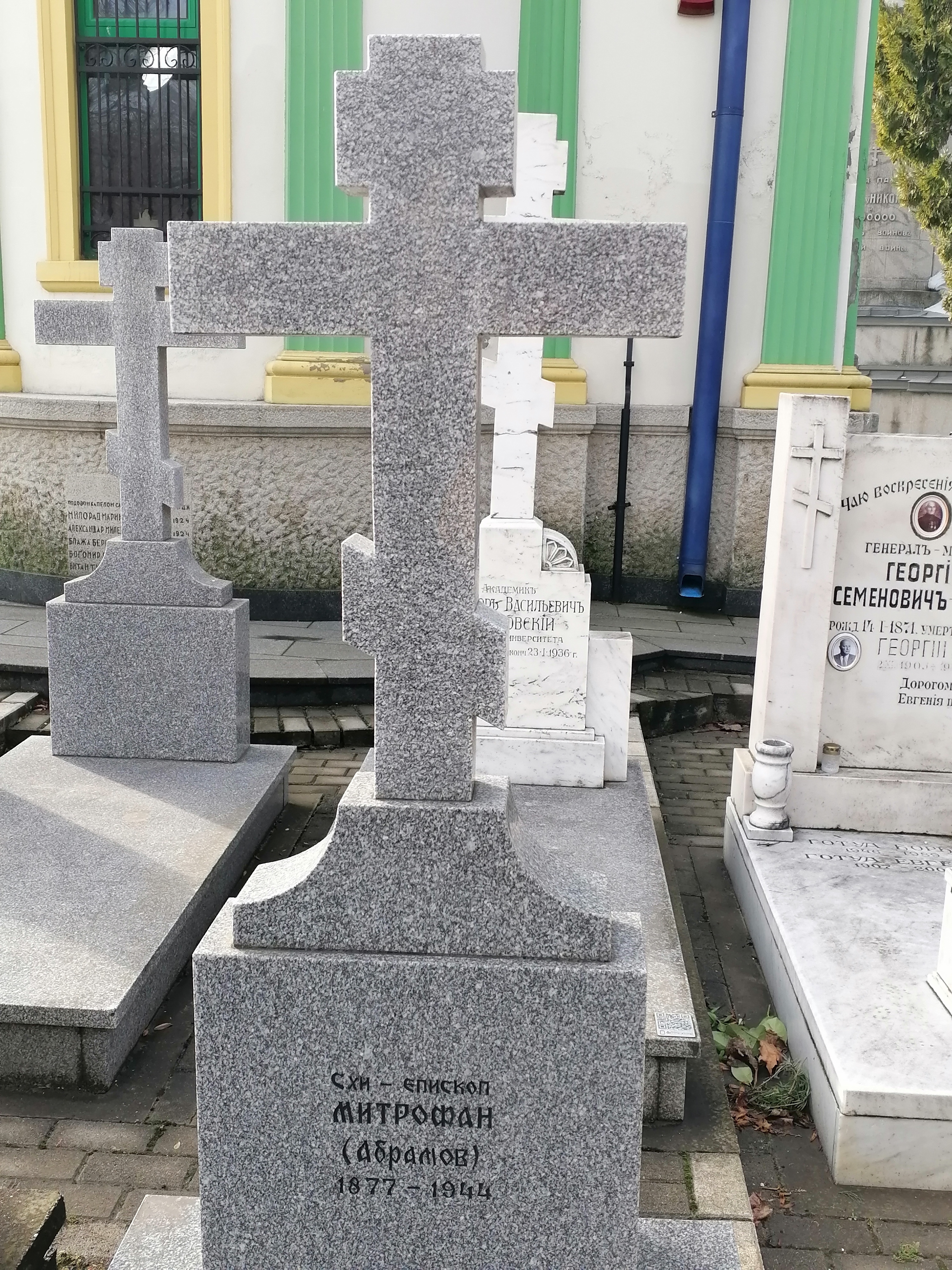
Белград

В 1892 году окончил Павловское духовное училище, в 1898 году — Воронежскую духовную семинарию по I разряду и в 1902 году Казанскую духовную академию со степенью степени кандидата богословия, с правом преподавания в семинарии и с правом получения степени магистра без нового устного испытания.
По окончании семинарии служил преподавателем Орловской духовной семинарии.
В 1904—1915 годах — епархиальный миссионер Волынской епархии.
В 1907 году пострижен в монашество и рукоположён в сан иеромонаха. С 1910 года — архимандрит.
В 1915—1916 годы — епархиальный миссионер Харьковской епархии.
5 июня 1916 года в Спасо-Преображенском соборе города Сумы хиротонисан во епископа Сумского, викария Харьковской епархии. Епископ Митрофан первым из Сумских викарных епископов стал жить в Сумах.
Был давним сотрудником Антония (Храповицкого), пользовался особым его доверием. Управлял епархией во время частых отлучек архиепископа Антония.
В 1917—1918 годах архиепископ Антоний (Храповицкий), покинувший Харьков 15 мая 1917 года, участвовал в работе Поместного собора в Москве, потому предписал консистории: «Управление епархией вверяю Преосвященному Митрофану, пока преосвященный Неофит осмотрится на новом месте». Таким образом, Митрофан управлял Харьковской епархией до даты официального назначения на неё Неофита — 17 (30) мая 1918 года, и сразу после его кончины.
В письме епископа Митрофана (Абрамова) от 17 (30) октября 1918 года сообщалось, что ни он, ни епископ Волчанский Алексий (Воронов) не могут прибыть в Киев на Всеукраинский православный церковный собор, и содержалась просьба считать представителем Харьковского епархиального архиерея на Соборе архимандрита Кирилла.
В марте — апреле 1919 года Высшее церковное управление на Украине постановило назначить на Харьковскую кафедру епископа Митрофана. Однако это постановление не было утверждено патриархом Тихоном; сам епископ Митрофан лично обратился с письмом к патриарху Тихону с просьбой не возлагать на него этот тяжёлый крест. После занятия 25 июня 1919 года Харькова Добровольческой армией на Харьковскую кафедру ВЦУ Юга России был назначен Георгий (Ярошевский), а Митрофан был у него викарным епископом.
В начале декабря 1919 года епископ Митрофан покинул Сумы с отступающей Белой армией и прибыл вместе с остальными тремя владыками Харьковскими — Харьковским и Ахтырским Георгием (Ярошевским), Волчанским и Старобельским — на Юг России, в Екатеринодар.
Возглавил созданный в начале декабря 1919 года при Временного высшего церковного управления на юго-востоке России (ВВЦУ ЮВР) Комитет помощи беженцам духовного звания, но уже в январе 1920 года прекратил занимать этот пост в связи с отъездом из Екатеринодара в Новороссийск и далее в Салоники.
В начале января 1920 года выехал из Екатеринодара в Новороссийск. 16 января 1920 года на «архиерейском» грузовом пароходе «Иртыш» вместе с рядом других русских архиереев, архимандритов и священников (вместе с архиепископами Евлогием (Георгиевским) и Георгием (Ярошевским), епископами Аполлинарием (Кошевым) и Гавриилом (Чепуром)) отплыл из Новороссийска через оккупированный Антантой Константинополь и Салоники в Королевство сербов, хорватов и словенцев, эмигрировав из России в Югославию. 5 (18) февраля прибыл в Белград.
Принимал участие в первом Карловацком соборе 1921 года.
В 1922 году принят в клир Сербской православной церкви.
В 1922—1933 годах настоятель сербских монастырей Святого Стефана и Святого Романа, а затем монастыря Раковица близ Белграда. Являясь знатоком церковного устава и пения, создал при монастыре Раковица школу церковного пения.
Был назначен настоятелем монастыря Высокие Дечаны и был там начальником духовного училища («Монашка школа»).
В 1937 году ему присужден югославский орден Святого Саввы 2-й степени.
В 1941 году, вскоре после разгрома югославской армии ученики, наставники и директор монастырской Митрофан (Абрамов) уехали из лавры в Сербию. Принял схиму с именем Макарий.
Скончался 4 ноября 1945 года в Белграде. Похоронен в Белграде у Иверской часовни.

## Сочинения
- Единоверие и его значение. — Почаев, 1906;
- Миссионерский сборник. (Статьи по обличению и разбору сектантства и католичества) — Житомир, 1908.
- Православный противосектантский катихизис / Сост. Волын. епарх. миссионер, иером. Митрофан (Абрамов); Под ред. высокопреосвященного Антония, архиепископа Волын. и Житомир. 1909
- Краткий разбор вероучения штундобаптистов : Лекции, произнесенные на Миссионерских курсах в Почаев. лавре с 17 по 25 сент. 1909 г. / Изложил Волынский епархиальный миссионер, иеромонах Митрофан Под ред. высокопреосвященнейшего Антония, архиеп. Волынского и Житомирского. — Житомир : Волынское Владимиро-Васильевское братство, 1909.